# 古琴多子螺
古琴多子螺（学名：Granata lyrata），舊作
古琴拟口螺（学名：Stomatella lyrata），是一個海螺的物种。
舊屬原始腹足目口螺科拟口螺属，今屬陀螺目唇齿螺科多子螺属的海洋腹足纲软体动物。

## 分佈
主要分布于中国大陆的福建省南部、日本及菲律宾對開的海域。
常栖息在潮间带。
本物種有用於水族箱去控制箱內所生長的低等藻。

## 外部連結
- To Barcode of Life (2 barcodes) （页面存档备份，存于）
- To Encyclopedia of Life （页面存档备份，存于）
- To GenBank (6 nucleotides; 3 proteins)
- To World Register of Marine Species （页面存档备份，存于）
- Hardy, Eddie. . Hardy's Internet Guide to Marine Gastropods.   [16 January 2019]. （原始内容存档于2020-06-28） （英语）.